# Eljif Elmas
Eljif Elmas (* 24. září 1999 Skopje) je severomakedonský profesionální fotbalista, který hraje na pozici ofensivního záložníka v německém klubu RB Leipzig a v severomakedonském národním týmu.

## Reprezentační kariéra
Elmas se narodil v Severní Makedonii rodině tureckého původu. V červenci 2017 jej trenér turecké reprezentace Fatih Terim povolal, ale Elmas se rozhodl reprezentovat svou rodnou zemi.
Dne 11. června 2017, ve věku 17, Elmas debutoval v makedonské reprezentaci v kvalifikaci na Mistrovství světa proti Španělsku, když o poločase vystřídal Ostoju Stjepanoviće.
Dne 31. března 2021 vstřelil vítězný gól při vítězství 2:1 proti Německu během zápasu kvalifikace na mistrovství světa 2022.

## Statistiky

### Klubová
K 11. květnu 2021
| Klub       | Sezóna  | Liga                           | Liga   | Liga | Pohár  | Pohár | Evropské poháry | Evropské poháry | Ostatní | Ostatní | Celkem | Celkem |
| Klub       | Sezóna  | Liga                           | Zápasy | Góly | Zápasy | Góly  | Zápasy          | Góly            | Zápasy  | Góly    | Zápasy | Góly   |
| ---------- | ------- | ------------------------------ | ------ | ---- | ------ | ----- | --------------- | --------------- | ------- | ------- | ------ | ------ |
| Rabotnički | 2015/16 | Prva makedonska fudbalska liga | 11     | 1    | –      | –     | –               | –               | –       | –       | 11     | 1      |
| Rabotnički | 2016/17 | Prva makedonska fudbalska liga | 33     | 6    | 0      | 0     | 2               | 1               | –       | –       | 35     | 7      |
| Rabotnički | Celkem  | Celkem                         | 44     | 7    | 0      | 0     | 2               | 1               | –       | –       | 46     | 8      |
| Fenerbahçe | 2017/18 | Süper Lig                      | 5      | 0    | 2      | 0     | –               | –               | –       | –       | 7      | 0      |
| Fenerbahçe | 2018/19 | Süper Lig                      | 29     | 4    | 2      | 0     | 9               | 0               | –       | –       | 40     | 4      |
| Fenerbahçe | Celkem  | Celkem                         | 34     | 4    | 4      | 0     | 9               | 0               | –       | –       | 47     | 4      |
| Neapol     | 2019/20 | Serie A                        | 26     | 1    | 5      | 0     | 5               | 0               | –       | –       | 36     | 1      |
| Neapol     | 2020/21 | Serie A                        | 33     | 2    | 4      | 1     | 6               | 0               | 1       | 0       | 44     | 3      |
| Neapol     | Celkem  | Celkem                         | 59     | 3    | 9      | 1     | 11              | 0               | 1       | 0       | 80     | 4      |
| Celkem     | Celkem  | Celkem                         | 137    | 14   | 13     | 1     | 22              | 1               | 1       | 0       | 173    | 16     |

### Reprezentační
K 4. červnu 2021
| Severní Makedonie | Severní Makedonie | Severní Makedonie |
| Year              | Apps              | Goals             |
| ----------------- | ----------------- | ----------------- |
| 2017              | 3                 | 0                 |
| 2018              | 5                 | 0                 |
| 2019              | 10                | 4                 |
| 2020              | 4                 | 0                 |
| 2021              | 5                 | 3                 |
| Celkem            | 27                | 7                 |

### Reprezentační góly
K zápasu odehranému 4. června 2021. Skóre a výsledky Severní Makedonie jsou vždy zapisovány jako první
| Gól | Datum           | Místo                                                 | Soupeř          | Skóre | Výsledek | Soutěž                                 |
| --- | --------------- | ----------------------------------------------------- | --------------- | ----- | -------- | -------------------------------------- |
| 1.  | 21. března 2019 | Národní aréna Toše Proeski, Skopje, Severní Makedonie | Lotyšsko        | 2:0   | 3:1      | Kvalifikace na Mistrovství Evropy 2020 |
| 2.  | 21. března 2019 | Národní aréna Toše Proeski, Skopje, Severní Makedonie | Lotyšsko        | 3:1   | 3:1      | Kvalifikace na Mistrovství Evropy 2020 |
| 3.  | 10. října 2019  | Národní aréna Toše Proeski, Skopje, Severní Makedonie | Slovinsko       | 1:0   | 2:1      | Kvalifikace na Mistrovství Evropy 2020 |
| 4.  | 10. října 2019  | Národní aréna Toše Proeski, Skopje, Severní Makedonie | Slovinsko       | 2:0   | 2:1      | Kvalifikace na Mistrovství Evropy 2020 |
| 5.  | 28. března 2021 | Národní aréna Toše Proeski, Skopje, Severní Makedonie | Lichtenštejnsko | 4:0   | 5:0      | Kvalifikace na Mistrovství světa 2022  |
| 6.  | 31. března 2021 | MSV-Arena, Duisburg, Německo                          | Německo         | 2:1   | 2:1      | Kvalifikace na Mistrovství světa 2022  |
| 7.  | 1. června 2021  | Národní aréna Toše Proeski, Skopje, Severní Makedonie | Slovinsko       | 1:0   | 1:1      | Přátelský zápas                        |

## Ocenění

### Klubová

#### SSC Neapol
- Coppa Italia: 2019/20[8]

### Individuální
- Fotbalista roku (Makedonie): 2019